# Bacanius dentrecasteauxi
Bacanius dentrecasteauxi är en skalbaggsart som beskrevs av Yves Gomy 1976. Bacanius dentrecasteauxi ingår i släktet Bacanius och familjen stumpbaggar. Inga underarter finns listade i Catalogue of Life.